# Eremochrysa minora
Eremochrysa minora är en insektsart som först beskrevs av Banks 1935.  Eremochrysa minora ingår i släktet Eremochrysa och familjen guldögonsländor. Inga underarter finns listade i Catalogue of Life.